# Batalha de Magdala
A Batalha de Magdala foi a conclusão da Expedição Britânica à Abissínia travada em abril de 1868 entre as forças britânicas e da Abissínia em Magdala, a 630 km da costa do Mar Vermelho. Os britânicos foram comandados por Robert Napier, enquanto os abissínios foram comandados pelo imperador Tewodros II.
Em março de 1866, um ‎‎enviado‎‎ britânico tinha sido enviado para garantir a libertação de um grupo de missionários que foram apreendidos pela primeira vez quando uma carta que Tewodros II enviou à Rainha Vitória solicitando munições e especialistas militares dos britânicos, entregue por um enviado, o Capitão Cameron, ficou sem resposta. Eles foram soltos; contudo, Tewodros II mudou de ideia e mandou uma força atrás deles e eles foram devolvidos à fortaleza e presos novamente, juntamente com o Capitão Cameron.
Os britânicos ganharam a batalha e Tewodros cometeu suicídio quando a fortaleza foi finalmente tomada.